# Grand Prix automobile d'Allemagne 1986
Résultats du Grand Prix automobile d'Allemagne de Formule 1 1986 qui a eu lieu sur le circuit d'Hockenheim le 27 juillet.

## Classement
| Pos. | No | Pilote             | Écurie                 | Tours | Temps/Abandon                      | Grille | Points |
| ---- | -- | ------------------ | ---------------------- | ----- | ---------------------------------- | ------ | ------ |
| 1    | 6  | Nelson Piquet      | Williams-Honda         | 44    | 1 h 22 min 08 s 263 (218,463 km/h) | 5      | 9      |
| 2    | 12 | Ayrton Senna       | Lotus-Renault          | 44    | + 15 s 437                         | 3      | 6      |
| 3    | 5  | Nigel Mansell      | Williams-Honda         | 44    | + 44 s 580                         | 6      | 4      |
| 4    | 25 | René Arnoux        | Ligier-Renault         | 44    | + 1 min 15 s 176                   | 8      | 3      |
| 5    | 2  | Keke Rosberg       | McLaren-TAG            | 43    | Panne d'essence                    | 1      | 2      |
| 6    | 1  | Alain Prost        | McLaren-TAG            | 43    | Panne d'essence                    | 2      | 1      |
| 7    | 8  | Derek Warwick      | Brabham-BMW            | 43    | + 1 tour                           | 20     |        |
| 8    | 16 | Patrick Tambay     | Lola-Ford              | 43    | + 1 tour                           | 13     |        |
| 9    | 15 | Alan Jones         | Lola-Ford              | 42    | + 2 tours                          | 19     |        |
| 10   | 20 | Gerhard Berger     | Benetton-BMW           | 42    | + 2 tours                          | 4      |        |
| 11   | 28 | Stefan Johansson   | Ferrari                | 41    | Aileron cassé                      | 11     |        |
| 12   | 22 | Allen Berg         | Osella-Alfa Romeo      | 40    | + 4 tours                          | 26     |        |
| Abd. | 17 | Christian Danner   | Arrows-BMW             | 38    | Turbo                              | 17     |        |
| Abd. | 29 | Huub Rothengatter  | Zakspeed               | 38    | Boîte de vitesses                  | 24     |        |
| Abd. | 14 | Jonathan Palmer    | Zakspeed               | 37    | Moteur                             | 16     |        |
| Abd. | 3  | Martin Brundle     | Tyrrell-Renault        | 24    | Panne électrique                   | 15     |        |
| Abd. | 7  | Riccardo Patrese   | Brabham-BMW            | 22    | Panne électrique                   | 7      |        |
| Abd. | 23 | Andrea De Cesaris  | Minardi-Motori Moderni | 20    | Boîte de vitesses                  | 23     |        |
| Abd. | 24 | Alessandro Nannini | Minardi-Motori Moderni | 19    | Surchauffe                         | 22     |        |
| Abd. | 11 | Johnny Dumfries    | Lotus-Renault          | 17    | Radiateur                          | 12     |        |
| Abd. | 18 | Thierry Boutsen    | Arrows-BMW             | 13    | Turbo                              | 21     |        |
| Abd. | 26 | Philippe Alliot    | Ligier-Renault         | 11    | Moteur                             | 14     |        |
| Abd. | 21 | Piercarlo Ghinzani | Osella-Alfa Romeo      | 10    | Embrayage                          | 25     |        |
| Abd. | 4  | Philippe Streiff   | Tyrrell-Renault        | 7     | Moteur                             | 18     |        |
| Abd. | 27 | Michele Alboreto   | Ferrari                | 6     | Transmission                       | 10     |        |
| Abd. | 19 | Teo Fabi           | Benetton-BMW           | 0     | Collision                          | 9      |        |

## Pole position et record du tour
- Pole position : Keke Rosberg en 1 min 42 s 013 (vitesse moyenne : 239,864 km/h).
- Meilleur tour en course : Gerhard Berger en 1 min 46 s 604 au 24e tour (vitesse moyenne : 229,534 km/h).

## Tours en tête
- Ayrton Senna : 1 (1)
- Keke Rosberg : 21 (2-5 / 15-19 / 27-38)
- Nelson Piquet : 21 (6-14 / 21-26 / 39-44)
- Alain Prost : 1 (20)

## À noter
- 15e victoire pour Nelson Piquet.
- 28e victoire pour Williams en tant que constructeur.
- 13e victoire pour Honda en tant que motoriste.
- 5e et dernière pole position pour Keke Rosberg.
- 13e et dernière pole position pour TAG Porsche en tant que motoriste.
- 1er meilleur tour pour Gerhard Berger.
- 1er meilleur tour pour Benetton en tant que constructeur.
- Ce Grand Prix reste dans les mémoires pour l'image insolite d'Alain Prost tombé en panne d'essence peu avant l'arrivée et qui pousse sa McLaren-TAG pour tenter, en vain, de franchir l'arrivée ; il est néanmoins classé sixième.